# التعليم غير الرسمي

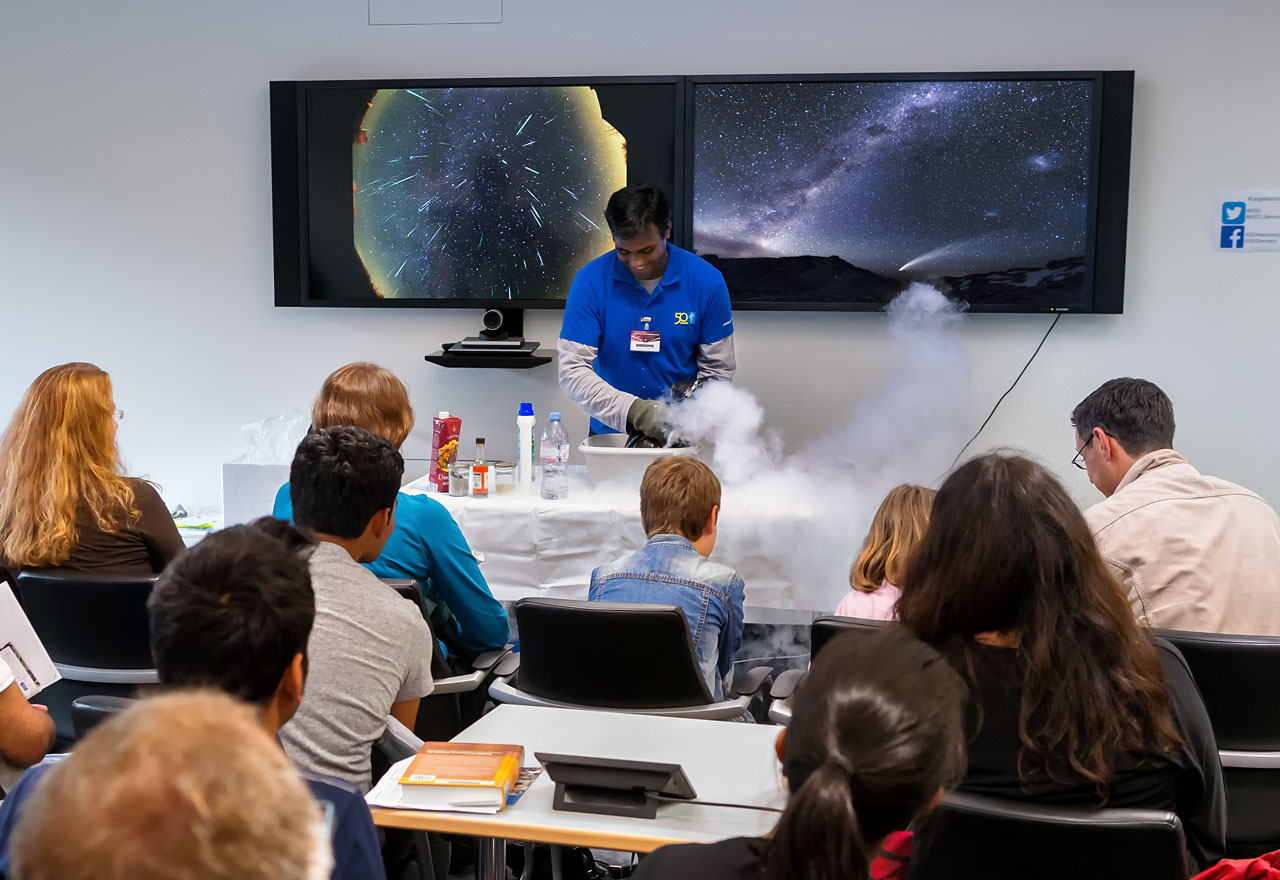
يوم البيت المفتح في مقر المرصد الأوروبي الجنوبي.

التعليم غير الرسمي هو مصطلح عام للتعليم يمكن أن يحدث خارج المناهج المنظمة. يشمل التعليم غير الرسمي اهتمامات الطلاب في المناهج الدراسية في الفصل الدراسي العادي، ولكنه لا يقتصر على هذا الإعداد. يعمل بواسطة المحادثة واستكشاف وتوسيع الخبرة. في بعض الأحيان يكون هناك ارتباط موضوعي واضح لخطة اوسع نطاقا، ولكن ليس دائمًا. الهدف هو تزويد المتعلمين بالأدوات التي يحتاجها للوصول في النهاية إلى مواد أكثر تعقيدًا. يمكن أن تشير إلى أشكال مختلفة من التعليم البديل، مثل لامدرسية أو المنزلي، تعلم ذاتي (تعليم ذاتي)، والعمل الشبابي.
يتألف التعليم غير الرسمي من طرق عرضية وهادفة للتعاون في المعلومات الجديدة. يمكن أن تكون قائمة على المناقشة وتركز على سد الفجوات بين إعدادات الفصل الدراسي التقليدية والحياة خارج الفصل الدراسي.

## وظيفة
يفسر الناس المعلومات بشكل مختلف، وبالتالي قد لا يسمح المنهج الدراسي المنظم لجميع المتعلمين بفهم المعلومات. التعليم غير الرسمي أقل تحكمًا من متوسط الفصول الدراسية، وهذا هو السبب في أن التعليم غير الرسمي يمكن أن يكون قويًا جدًا. يمكن أن يساعد التعليم غير الرسمي الأفراد على تعلم التفاعل مع المواقف والإعدادات المختلفة والتحكم فيها. بالإضافة إلى ذلك، فهو يجمع بين الكيانات الاجتماعية المهمة للتعلم. يمكن النظر إلى التعليم غير الرسمي على أنه التعلم الذي يأتي كجزء من الانخراط في منظمات الشباب والمجتمع. هذا النمط من التعليم هو عملية تلقائية تساعد الناس على تعلم المعلومات بطريقة جديدة. يساعد على تنمية المجتمعات والجمعيات والعلاقات التي تجعل بيئة التعلم إيجابية.

## مميزات
بعض خصائص التعليم غير الرسمي هي:
1. يتطلع التعليم غير الرسمي إلى خلق أو تعميق المواقف حيث يمكن للناس أن يتعلموا ويستكشفوا ويوسعوا الخبرات ويجروا تغييرات.
2. يوفر بيئة حيث يمكن للجميع أن يتعلموا معًا ويمكنهم الابتعاد عن بعضهم البعض.
3. مع إدراك أن النشاط يمكن أن يستند إلى أي شكل من أشكال التعلم، لا يجب أن يكون التدريس متعمدًا، بل يعني ضمنيًا أكثر. نعطي الطلاب الأدوات اللازمة لعمل المواد المعقدة بمرور الوقت، بدلاً من تدريس المواد المعقدة ثم إعطاء الأدوات.
4. يركز على الجوانب الاجتماعية للتعلم، ومدى أهمية التعلم التعاوني.
5. الأدوات التي يتم منحها للطلاب ملموسة للعمليات التي سيتم تطبيقها فيها.
6. يسدل الفراغ بين المدرسة والحياة.
7. يتيح للطلاب الاختيار في التعلم وكيفية التعامل مع المواد.
8. اجعل التعلم متاحًا في الحياة اليومية وفي المستقبل.
9. يقود التعليم غير الرسمي من خلال المحادثة والتفاعل مع الآخرين.

## فوائد
1. الاستجابة عند التفاعل مع البيئة.
2. إمكانية التصرف بحرية في المواقف المجهولة.
3. إمكانية الفرد للتعلم دون أي التزامات أو قيود.
4. يسمح بحرية الاختيار والتغييرات في المصالح.
5. القدرة على إنشاء تلك الخاصة

6 جسور الفجوة بين النظرية والعملية

## القيم
1. العمل من أجل خير الجميع.
2. احترم القيمة الفريدة والكرامة لكل إنسان.
3. حوار.
4. المساواة والعدالة.
5. الديمقراطية والمشاركة النشطة للناس في القضايا التي تؤثر على حياتهم. (جيف وسميث 2005: 95-6)

يركز التعليم غير الرسمي على القيم. لا يوجد منهج دراسي أو خطة إرشادية لكثير من العمل.

## في المجتمعات الأفريقية الأصلية
كان التعليم غير الرسمي ممارسة مجتمعات الشعوب الأصلية في أفريقيا طالما عاش الناس هناك. لقد ارتبط تقليد التعليم الأفريقي منذ فترة طويلة ارتباطاً وثيقاً بالحياة اليومية للشعوب الأفريقية بفكرة أن الأطفال «تعلموا ما عاشوا». تشير فلسفة التعليم الأفريقي التقليدي إلى أنه لا يمكن فصل تعليم المرء عن الحياة اليومية، وبالتالي يُعتبر «المنهاج الدراسي» «أسلوب حياة» يكون الهدف النهائي هو خلق «فرد كامل، [ومتعلم مدى الحياة]». تنتقل المعرفة والممارسات المهمة للمجتمع بشكل عام من خلال مشاركة الذكريات والمشاركة في الأنشطة الثقافية. نظامهم التعليمي بمثابة «قاعدة معلومات للمجتمع، والتي تسهل التواصل وصنع القرار». على غرار مجتمعات السكان الأصليين الأخرى مثل Chillihuani في بيرو، يتم إنشاء التعليم الأفريقي مع وضع الأهداف في الاعتبار ولكن لا يقتصر على الإعدادات الصفية النموذجية؛ يشارك الطلاب باستمرار في أنشطة التعلم المختلفة أثناء نموهم في المجتمع.
تحتوي الثقافة داخل المجتمعات الأفريقية التقليدية على طرق التعلم. من خلال الأغنية والرقص، يتعلم الأطفال المزيد عن لغتهم بالإضافة إلى كيفية القراءة والكتابة. تستخدم التقاليد الشفوية لتعليم الأطفال حول التاريخ والأخلاق وكذلك أشكال أخرى من الثقافة والمهارات العملية من أجل البقاء. في شمال تنزانيا وجنوب كينيا، يتعلم أطفال الرعاة الماساي مهارات مثل «مكان العثور على المياه والشجيرات الخضراء التي يمكن إطعامها للعجول الصغيرة» في حالة الجفاف. يتم تشجيع الأطفال على إظهار الاحترام لكبارهم ومن خلال هذا، يتعلم الأطفال كيفية إظهار الاحترام من خلال أفعالهم وكلماتهم. يمكن للطفل حتى معرفة ظروف ولادته من خلال أسمائه. يقترح Onipede ، وهو اسم اليوروبا في نيجيريا، أن الطفل ولد بعد وفاة أحد أفراد الأسرة بوقت قصير. من خلال علومهم التقليدية، يتعلم الأطفال كيفية المساهمة في الصحة وإنتاج الغذاء. يتم استخدام كل ما هو جزء من حياتهم كوسيلة للتعلم عن أنفسهم ومجتمعاتهم وثقافتهم.

## مزايا
إذا كان الشخص يتقن مهارة من خلال الانخراط العميق في حل مشكلة ما، فإن إعطاء الطلاب قضايا العالم الحقيقي أو فرصًا لحل المشكلات في حياتهم ومجتمعاتهم سيحفزهم بشكل كبير ويساعدهم على إتقان مفاهيم جديدة. يمكن لتعليم الطلاب مفاهيم علمية جديدة باستخدام أدوات ثقافية أن يقضي الوقت الذي يقضيه في محاولة معرفة ما إذا كانت المفاهيم مفيدة أم لا. قد يحفز هذا المتعلمين ويساعدهم على إتقان ما نعلمه منذ البداية. إذا قمنا بتطبيق دروس اللغة الإنجليزية والقواعد للتواصل بشكل فعال مع الآخرين في المجتمع، فسيكون الطلاب أكثر ميلًا لإتقان هذه المفاهيم بشكل فعال حيث أنهم سيستخدمونها لأغراض فردية أو جماعية. وأخيرًا، لا يشجع التعليم الرسمي، على عكس البيئة المدرسية غير الرسمية، الطلاب على التعلم وحل المشكلات بمفردهم.

## روابط خارجية
- رسمية مقابل ، WGBH .
- التعليم غير الرسمي ، الأكاديمية الوطنية للعلوم.
- البحث عن التعلم في الإعدادات الرسمية وغير الرسمية ، المؤسسة الوطنية للعلوم.
- الانتقال إلى ما وراء البث والتربية التقليدية: صنع فيلم وثائقي للأطفال لماجستير وسائط الإعلام الجديد في الفنون الجميلة أطروحة، والعلوم والتاريخ الطبيعي صناعة الأفلام، جامعة ولاية مونتانا.